# Luperina kaszabi
Luperina kaszabi är en fjärilsart som beskrevs av Charles Boursin 1968. Luperina kaszabi ingår i släktet Luperina och familjen nattflyn. Inga underarter finns listade i Catalogue of Life.